# Soła Oświęcim
Soła Oświęcim – polski piłkarski klub sportowy z Oświęcimia założony 26 lipca 1919 roku. W sezonie 2024/2025 klub występuje w klasie B, gr. Oświęcim.

## Informacje ogólne
- Pełna nazwa: Klub Sportowy „Soła” Oświęcim
- Rok założenia: 1919
- Adres siedziby klubu: ul. Przeczna 2 A, 32-600 Oświęcim
- Adres stadionu: ul. Przeczna 2A

## Zarząd Klubu
- Prezes klubu: Maciej Iwański